# Gheorghe Robu
Gheorghe Ioan Robu este un jurist român, care a îndeplinit funcția de procuror general al României (10 ianuarie 1990 - 10 decembrie 1990).
La data de 9 ianuarie 1990, Gheorghe Robu a fost numit în funcția de procuror general al României.  El a fost reconfirmat în funcție la 19 iulie 1990.  A fost eliberat din funcție prin Decretul nr. 73 din 8 decembrie 1990.